# Oncothericles
Oncothericles is een geslacht van rechtvleugeligen uit de familie Thericleidae. De wetenschappelijke naam van dit geslacht is voor het eerst geldig gepubliceerd in 1977 door Descamps.

## Soorten
Het geslacht Oncothericles omvat de volgende soorten:
- Oncothericles arabicus Bolívar, 1934
- Oncothericles biplagiatus Bolívar, 1899
- Oncothericles burtti Descamps, 1977
- Oncothericles griseus Descamps, 1977
- Oncothericles isolatus Descamps, 1977
- Oncothericles luteifrons Descamps, 1977
- Oncothericles nigeriae Descamps, 1977
- Oncothericles ougandae Descamps, 1977
- Oncothericles soudanicus Descamps, 1977